# Palau de la Música de Valencia
El Palau de la Música de Valencia o Palacio de la Música y Congresos de Valencia (en valenciano, oficial y comercialmente, Palau de la Música i Congressos de València) es un auditorio de la ciudad de Valencia situado en el antiguo cauce del río Turia. Inaugurado en 1987, contiene varias salas para audiciones musicales, congresos, exposiciones, espectáculos y proyecciones de cine, entre otras actividades. Su arquitecto es José María García de Paredes. En 2003 se inauguró la ampliación del edificio, a cargo del arquitecto Eduardo de Miguel. Es la sede de la Orquesta de Valencia y de la Banda Municipal de Valencia, y está gestionado por el organismo autónomo municipal de Valencia Palau de la Música, Congressos y Orquesta de Valencia (OAM/PMCOV).

## Historia

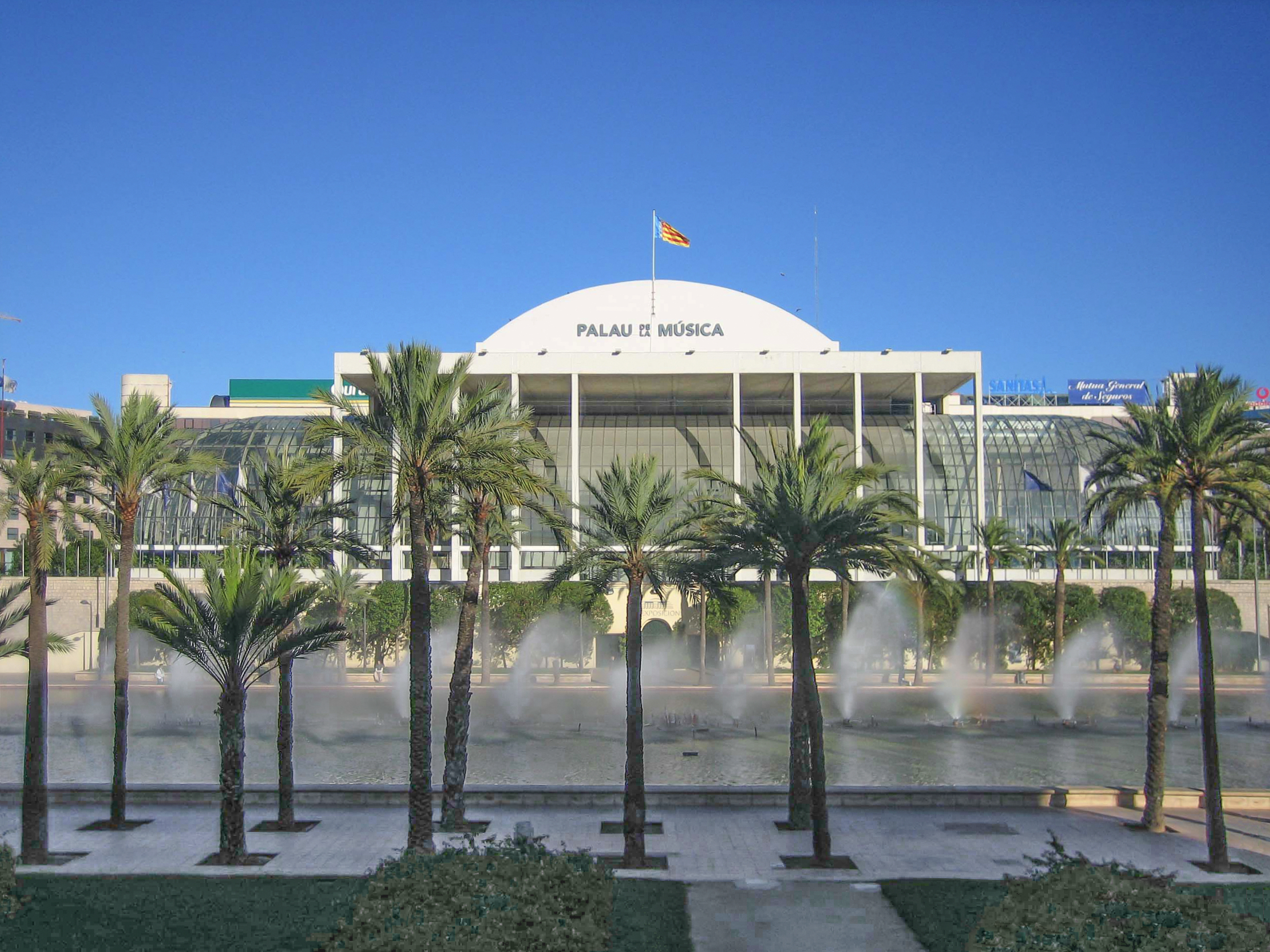
Vista desde el Jardín del Turia.

### El edificio principal

#### Antecedentes
La construcción del auditorio valenciano se impulsó por el Ayuntamiento de Valencia, siendo alcalde Ricard Pérez Casado. Se construyó a través del Plan Nacional de Auditorios aprobado en 1983 por el Ministerio de Cultura y que pretendía dotar con una sala de música a cada una de las 17 comunidades autónomas. Primero se proyectaron los auditorios de Granada y Madrid, y más tarde el de Valencia, aunque el retraso en las obras hizo que el de la capital se inaugurara posteriormente. 
El convenio entre el Ministerio de Cultura y el Ayuntamiento de Valencia se firmó el 7 de abril de 1984:

El Ministerio de Cultura y el Ayuntamiento de Valencia formalizaron ayer la firma del convenio por el que se obligan a iniciar las obras del futuro Palacio de la Música de Valencia antes del 15 de septiembre de 1984 con un proyecto de ejecución redactado con anterioridad al 15 de julio y bajo la entera financiación del Ministerio de Cultura, al haber incluido éste a la ciudad de Valencia en el plan de infraestructura musical.

El Ministerio aportó una cantidad de 137 millones de pesetas para la ejecución de las obras durante ese año, cantidad que se ampliaría a un total de 500 millones. Por su parte, la corporación municipal se comprometía a aportar los terrenos necesarios, a contratar al arquitecto, cuyo nombramiento recayó en José María García de Paredes, autor de los auditorios de Granada y Madrid y, posteriormente, de los de Cuenca y Murcia, la supervisión técnica del proyecto y los recursos necesarios para las instalaciones complementarias y de mobiliario.

En la época en la que se construye los auditorios de Granada, Madrid y Valencia, García de Paredes era sin duda el arquitecto que mejor controlaba el tema de la acústica. Era un hombre muy culto, con amplios conocimientos musicales y había viajado mucho. Conocía las mejores salas de conciertos de Europa y se había dedicado a estudiar en profundidad el sonido de cada una de ellas para sacar sus propias conclusiones. En este tema, como en otros muchos, es importante seguir la tradición porque en temas acústicos hay una serie de normas que siempre hay que tener en cuenta. Paralelo a los auditorios de García de Paredes se hicieron otros proyectos que fracasaron en el plano acústico. Más tarde, otros arquitectos, como Moneo, etc. han vuelto a servirse de las claves acústicas tradicionales.

La primera medida consistió en elegir el emplazamiento. Alejandro Escribano, director de la oficina del Plan General de Ordenación Urbana, fue quien apostó por situarlo frente a los tramos X-XI del Jardín del Turia. A pesar de su situación privilegiada, muy cerca del centro histórico y con una buena conexión con las entradas norte y sur a Valencia, la zona elegida no era más que un descampado, conocido como «la Azufrera», en un área industrial muy degradada y rodeado de casuchas medio derruidas que ya nadie habitaba. El plan urbanístico del Ayuntamiento consistió en recuperar la zona mediante la prolongación de la Alameda hasta el Puente del Ángel Custodio, adjudicar los tramos X y XI de los jardines del Turia al arquitecto Ricardo Bofill —quien lo ejecutó en 1986—, y poner en marcha la gestión del suelo de forma que se consiguieran beneficios para la ciudad.
Respecto del coste de la obra, el presupuesto inicial en el momento de iniciarse las obras -marzo de 1985- era de 900 millones de pesetas. Para cuando se inauguró en abril de 1987 el presupuesto se había desviado en 600 millones.

#### La inauguración
El 25 de abril de 1987 se abrían por primera vez al público las puertas del nuevo auditorio. Poco después, los asistentes —entre los que se encontraban las familias de los maestros Rodrigo y Palau; la sobrina del maestro Falla, María Isabel de Falla junto a su esposo y arquitecto del Palau, José María García de Paredes; Enrique García Asensio, Matilde Salvador, Amando Blanquer o los artistas Miquel Navarro, Michavila, Manolo Valdés, Anzo o el crítico Aguilera Cerni, entre muchas otras personalidades— accedieron a la Sala A (actualmente Sala José Iturbi).
Testigo de esta velada en el nuevo auditorio, el crítico musical Gonzalo Badenes narraba así el acontecimiento en las páginas de la revista Ritmo, un mes más tarde:

Entre apriorismos, rumores (más que de augures, de agoreros), entre prisas, con pocas horas de sueño para cuantos intervenían en la preparación del acto (no se escatimaron las larguísimas jornadas de trabajo dentro y fuera del Palau) y entre una serie de peripecias (accesos urbanos, búsqueda febril de invitaciones...) todos aguardábamos con especial emoción aquel instante, sobre las 10,30 de la noche del sábado 25 de abril de 1987, en el que iba a ser descubierta la placa conmemorativa del acto inaugural del Palau. En medio del silencio de los aproximadamente mil seiscientos invitados (ministros, alcaldes, artistas y poetas diría después la prensa) que abarrotaban el enorme vestíbulo del Palau sonaron los himnos (regional y nacional) y quedó desvelada la placa...

Sin mayor ceremonia, se inició a los pocos minutos el tan esperado concierto inaugural...

La Orquesta de Valencia, dirigida por su titular, Manuel Galduf y el Coro Nacional de España (todavía no había sido creado el Coro de la Generalidad Valenciana) fueron los protagonistas de la velada. En los atriles, dos obras del repertorio valenciano y universal: el Concierto de Aranjuez del maestro Rodrigo y la Marcha burlesca de Manuel Palau —en conmemoración del vigésimo aniversario de su fallecimiento— además de una pieza clave de uno de nuestros compositores más internacionales: La vida breve del granadino Manuel de Falla.
Entre los solistas de este primer concierto —que se repitió al día siguiente y que Televisión Española emitió el 22 de mayo— figuraban el guitarrista Narciso Yepes, la castañuelista Lucero Tena y los cantantes Enriqueta Tarrés, Evelio Esteve, Mabel Perelstein, Beatriz Melero, Jesús Sanz Remiro y Manuel Cid.
La prensa, al día siguiente, se hacía eco del momento vivido al alzar el telón del primer auditorio de la ciudad:

El Palau de la Música se abrió por primera vez al público [...] con gran éxito, logrando una de esas noches mágicas que uno va a recordar toda la vida.[...]

Fue la noche más sonora de los últimos años aunque el público se resistió a dejar los asientos y correspondió al enorme esfuerzo realizado con el aplauso en pie.

[...] hay que reseñar la cara de satisfacción que podía verse en todos los asistentes que pertenecen [...] al "mundo de la música" [...] parecían no creerse que, por fin, contaban con un local adecuado, y parece que casi en exclusiva, para acontecimientos musicales. Por eso, cuando se hizo el silencio, éste fue más tenso, más expectante, y las notas de la "Marcha burlesca", fueron escuchadas, yo diría, que analizadas o diseccionadas para ver, o mejor oír, si aquello sonaba, y de verdad la música sonó y lo hizo muy bien.

También Badenes, en su artículo de Ritmo, analiza los logros artísticos del concierto y despeja algunas dudas sobre la incógnita de la acústica del Palau:

Sonó la Marcha burlesca, de Manuel Palau, pieza favorita y auténtica especialidad de la casa, de la Orquesta Municipal de València, justamente programada en un año en que se conmemoran los veinte del fallecimiento del maestro Palau. La tremenda emoción del momento no traicionó los nervios de los profesores de la O.M.V., ni tampoco los de su director titular, Manuel Galduf. La marcha sonó vibrante, pero algo contenida en la expansión sonora, como buscando el lado más íntimo de la página. Ni qué decir tiene que, desde los primeros compases, tuvimos la sensación de estar en otro mundo, acústicamente se entiende. El tiempo de reverberación de la sala, bastante más largo de lo que en un principio se señaló (poco más de dos segundos, a sala llena, y tres segundos, vacía) propicia un sonido cálido, sí, pero no confuso. Antes al contrario, la diferenciación tímbrica y la perspectiva de los planos delanteros parecen de una asombrosa fidelidad. No se produjo el temido empaste sonoro, de ahí que el “shock” haya sido menos traumatizante. Mejor dicho, ha sido plenamente satisfactorio. Hoy, ninguno de los que hemos asistido a los conciertos en el Palau podemos imaginar una vuelta a la acústica seca del Principal. La música, al fin, suena de verdad.

## La ampliación
Tras catorce años de constante actividad, el viejo edificio presentaba una serie de carencias. La ausencia de salas de ensayo, problemas de espacio tanto en camerinos como en zonas de despachos, un obsoleto sistema de carga y descarga que no comunicaba directamente con el escenario o la falta de acceso al recinto desde el punto principal de llegada, el Paseo de la Alameda, eran parte de los problemas que la reforma y ampliación del edificio debían solucionar.
La mayoría de estas carencias se arrastraban desde la inauguración del Palau, pero con el incremento de actividades y de personal, la situación se fue agravando. A partir de ese momento, empiezan las gestiones para la contratación de un arquitecto que lleve a cabo el proyecto. La elección recayó sobre Eduardo de Miguel. Cuando se le encarga el proyecto, Eduardo - junto a su mujer, Arancha Muñoz, especialista en arquitectura paisajista- estaba vinculado a otro proyecto municipal, la ejecución del parque de cabecera en el tramo más occidental del lecho del río Turia. El edificio de Eduardo de Miguel fue seleccionado para los premios de la VII Bienal de Arquitectura española correspondiente a 2003, quedando finalista.

#### Un proyecto bajo tierra
Hay un factor determinante que Eduardo de Miguel tiene presente a la hora de abordar el proyecto de ampliación: el respeto al edificio de García de Paredes y a los jardines que le rodean.

El Palau de la Música es un edificio con una importante impronta que ha conseguido imponerse como punto emblemático en la ciudad. Edificar junto a él hubiera sido perder la partida de antemano. No se lo aconsejaría a nadie. La única solución era construir bajo tierra y de hecho ya había algún otro proyecto que contemplaba esta opción. Fue además la constatación de que se podía construir sin tocar el edificio anterior lo que convenció definitivamente al Ayuntamiento para continuar adelante con el proyecto.

La solución que concibe es la de construir dos plantas bajo tierra buscando la luz a través de distintos patios ajardinados y de la medianera con vistas a los Jardines del Turia. Con esta intervención se consigue mantener intacta la personalidad del edificio anterior y no alterar visualmente la configuración del lugar.

El carácter público y ajardinado del entorno del Palau de la Música ha determinado una intervención que se plantea toda ella enterrada y dispuesta en el lado sureste del edificio, ordenando las diferentes áreas del programa de la ampliación alrededor de patios ajardinados y con su cubierta superior también ajardinada para no alterar visualmente la configuración del entorno.

Otro de los retos que se plantea es la búsqueda de luz natural en los espacios interiores. Por este motivo se decide intervenir en el jardín sureste ya que esta orientación permitía que, durante la mañana, horario en el que se concentra la mayor actividad del edificio, los rayos del sol penetren directamente en su interior, creando un espacio luminoso y agradable para trabajar.

Mi obsesión también fue que la gente que trabajara en su interior nunca percibiera que trabajaba dentro de un edificio enterrado. Para ello, busqué luz natural en todos los espacios del edificio, salvo las salas de ensayo. A eso ayudaba también el que la planta más baja estuviera al nivel del cauce del río.

#### Tres grandes áreas
Al nuevo edificio se accede a través de un jardín en pendiente; una vez en su interior, todos los espacios de circulación confluyen en un gran atrio que se concibe como lugar de encuentro de las diferentes partes del proyecto.

##### Área de músicos
El área de músicos se ubica alrededor de este gran patio y está compuesta por una sala de ensayos para la Orquesta, la Sala García Navarro; dos salas de ensayo para coros y agrupaciones musicales más reducidas; cuatro salas de ensayo individuales; el archivo de la orquesta y centro documental del Palau y cuatro camerinos colectivos. La Sala García Navarro está dotada de un recinto de control para efectuar grabaciones y un pequeño graderío con capacidad para 25 espectadores. Ninguno de estos espacios —ni archivo, ni salas de ensayos— estaban previstos en el edificio antiguo. Se utilizaban las salas José Iturbi y Joaquín Rodrigo para ensayos y conciertos lo que provocaba, en muchas ocasiones, su falta de disponibilidad para actividades como audiciones para escolares, conciertos extraordinarios o de otras músicas. El Área de Músicos se completa con una cafetería abierta a los Jardines del Turia. El gran patio central en el que confluyen todas las dependencias, bautizado como Atrio de los Bambúes, se ha convertido en la segunda sala de exposiciones donde tienen cabida las muestras más vanguardistas, esculturas e instalaciones.

###### Centro documental
Por su parte, el centro documental del Palau de la Música engloba también los archivos de la Orquesta y la Banda Municipal. Junto al fondo documental, hay un área de trabajo con luz directa a través de una claraboya y de un pequeño patio interior. Está abierto a investigadores con cita previa.

##### Área de gestión
El Área de gestión y administración se organiza en dos niveles alrededor de un gran patio arbolado con ocho álamos, a su vez conectado visualmente con el atrio. En el nivel superior se disponen los despachos de dirección mientras que la parte de abajo se plantea como un espacio diáfano dividido por el mobiliario. Una escalera interna conecta las dos plantas facilitando la relación entre las áreas de dirección y administración. Al trasladar al nuevo edificio todos los espacios de dirección, gestión y administración que se encontraban dispersos en el auditorio original, se consigue un funcionamiento más cómodo y racional. Esta zona se completa con un aula multiusos destinada a ciclos de formación, ruedas de prensa, etc.

##### Área de carga y descarga
El área de carga y descarga se sitúa bajo el paseo de la Alameda y se accede a través de una rampa dispuesta a lo largo de la avenida. Desde este espacio hay una conexión directa con el edificio anterior y con la ampliación.

#### Reformas del edificio principal
Otra serie de reformas se llevaron a cabo en el edificio de García de Paredes. La más importante fue dotar de entrada a la fachada que da al paseo de la Alameda. Aunque el flujo principal de público procedía de esta zona, hasta la reforma del Palau, la única entrada abierta al público estaba situada en la zona del Jardín del Turia través del Hall de los Naranjos. Al trasladar el acceso principal a la Alameda, se ubican también en esta zona taquillas, guardarropía y se abre una tienda al público. A través de dos grandes pasillos se comunican las dos entradas y se unifica el espacio de llegada de público. Dos pantallas gigantes que retransmiten los conciertos en directo o anuncian las actividades del Palau se han instalado en ambos corredores.
También se dota al viejo edificio de una serie de camerinos con acceso directo a ambas salas, Iturbi y Rodrigo, además de una sala de prensa y otra para autoridades.

### La caída de los techos y la renovación de 2019-2023
Durante la noche del 29 de junio de 2019, parte del techo de la Sala Rodrigo se desplomó, lo que provocó, tras una inspección del Cuerpo de Bomberos de Valencia, la clausura de las salas Iturbi y Rodrigo. Este hecho forzó a la reprogramación del Festival de Jazz de Valencia de ese año a otros espacios como el Teatro Musical, el Espai Rambleta y el Teatro Principal de la ciudad. Diversos retrasos derivados de la pandemia y de recursos administrativos prolongaron el cierre hasta octubre de 2023. Se aprovechó la intervención, dirigida por el arquitecto Roberto Santatecla para hacer algunas mejoras suplementarias como la instalación de paneles solares, la sustitución de los vidrios del Hall de los Naranjos o un nuevo sistema de climatización.

## Los espacios del Palacio

### Sala José Iturbi
La sala sinfónica, denominada desde mayo de 1995 José Iturbi, tiene 1790 localidades según la web oficial, aunque otras fuentes dan la cifra de 1682 asistentes. Ambas fuentes coinciden en su tiempo de reverberación de 2,1 segundos, que hacen que esté especialmente indicada para conjuntos sinfónicos.
Es la sala más emblemática, la imagen —junto con la fachada— más visible del palacio, donde tienen lugar los ciclos sinfónicos. Cuenta además con un escenario de 190 metros cuadrados de superficie y un foso que durante los conciertos está cubierto por las dos primeras filas de butacas, pero que, en ocasiones especiales, se ha destapado para producciones de ópera escenificada. Las primeras butacas se distribuyen en forma de abanico en dos pisos frente a la orquesta y el resto en palcos a modo de graderíos, a ambos lados y detrás del escenario, de modo que los músicos queden envueltos por el público.

### Sala Joaquín Rodrigo
La sala alternativa recibe el nombre de Joaquín Rodrigo y tiene capacidad para 420 espectadores. Dispone de un único graderío en forma de abanico escalonado y en ella tienen lugar los conciertos de cámara y los recitales líricos. Con un tiempo de reverberación de 1,5 segundos presenta mejores características de definición de la música, ajustándose a las necesidades de la música de cámara.
Ha acogido ciclos como el de Solistas Internacionales, Lied, Música Antigua y Barroca, Taller de ópera, etc.

### Salas Martín y Soler y Lucrecia Bori
Uno de los compositores valencianos, Vicente Martín y Soler, dio nombre a la hasta entonces denominada Sala C en junio de 2001. Por su parte, la Sala D, tomó el nombre de una voz valenciana: Lucrecia Bori. La encargada de descubrir la placa conmemorativa, el 30 de octubre de 2001, fue la soprano Isabel Rey. Ambas salas pueden acomodar unas 100 personas y son el escenario de conferencias, lecturas poéticas, ciclos literarios, reuniones, congresos y exposiciones de pequeño formato.

### Sala de Exposiciones
La Sala de Exposiciones se encuentra situada en el mismo plano que la Sala Joaquín Rodrigo y las salas de conferencias. Con 340 metros cuadrados, este espacio multiuso acoge tanto muestras de artistas plásticos como exposiciones de contenido musical, complemento, en muchos casos, de los ciclos sinfónicos y de cámara.

## Actuaciones destacadas

### Música antigua y barroca
Los estilos antiguo y barroco han teñido representación en formaciones como Il Giardino Armonico, Europa Galante, Gabrieli Consort, Le Concert d’Astrée, The Sixteen, English Chamber Orchestra, The English Concert, English Baroque Soloists, I Musici, I Solisti Veneti, Les Arts Florisant, Musica Köln, Les Musiciens du Louvre, La Petite Bande, Orchestre des Champs Élysées, Orchestra of the Age of Enlightenment, Amsterdam Baroque Orchestra, Orchestre Revolutionarie et Romantique, Concentus Musicus, Leipzig Gewandhaus Orchestra, entre otros muchos con un amplio espectro de obras de Arriaga, Bach –con especial mención al Año Bach celebrado en el Palau entre febrero y diciembre del 2000 y que congregó a intérpretes como Frans Brüggen, Mischa Maiski, Ton Koopman, Trevor Pinnock, Reinhard Goebel, Marc Minkowski-, Boccherini, -de quien también se celebró el 250 aniversario-, Corelli, Couperin, Gesualdo, Gluck, Haendel, Des Prez, Machaut, Monteverdi, Pachelbel, Paganini, Palestrina, Paisiello, Pergolesi, Purcell, Rameau, Scarlatti, Spontini, Telemann, Vitoria o Vivaldi, entre otros muchos compositores.
También dos formaciones autóctonas dedicadas al estudio y recuperación de la música medieval y barroca, con especial dedicación a obras de músicos valencianos, como son Capella de Ministrers y Estil Concertant han interpretado obras como Misterio de Elche, Canto de la Sibila o piezas de Martín y Soler como La Madrileña o el tutor burlado, Una cosa rara, Il sogno y La festa del villagio. Otra orquesta valenciana, el Collegium Instrumentale, también ha ofrecido muestras del repertorio barroco con la interpretación del Giulio Cesare de Haendel o las Cantatas de Bach, entre otras muchas composiciones.
Especialistas en tocar con instrumentos originales, como John Eliot Gardiner, Philippe Herreweghe, Nikolaus Harnoncourt, Christopher Hogwood, René Jacobs, Reinhard Goebel o Jordi Savall, con sus respectivas formaciones, han ofrecido páginas del repertorio barroco y clásico.

### Música clásica y romántica
Destacan, entre otros Carlos Kleiber, en su única visita a la península ibérica, quien ofreció una versión de las sinfonías 4 y 7 de Beethoven. También los aniversarios conmemorativos en honor a Mozart, han ofrecido interpretaciones a cargo de solistas y batutas como René Jacobs, Anne Sophie Mutter, Yuri Bashmet o Julia Varady. El Palau ha organizado también ciclos temáticos con un hilo conductor nacionalista, como el Ciclo de Compositores rusos que tuvo lugar a lo largo de 2003; un periodo determinado, Ciclo de compositores del siglo XX; un estilo concreto o monográficos, como el Ciclo Ravel, una iniciativa única que, a lo largo de 2001, ofreció al público valenciano las obras del compositor galo. Para ello se contó con la Orquesta Sinfónica de la Radio de Baviera y la Orquesta Filarmónica de Israel, bajo la dirección de Lorin Maazel.

### Música delsigloXX
El repertorio del siglo XX ha contado con las visitas de Boulez y el Ensemble Intercontemporain con obras de Schoenberg, Mahler y Webern en un programa dedicada al crítico Gonzalo Badenes, fallecido en agosto de 2000 o el Ciclo Schoenberg que tuvo como única sede española el Palau de la Música de Valencia, entre noviembre de 2003 y abril de 2004, y en el que la Tonhalle Orchester, bajo la batuta de Michael Gielen y solistas como Christian Tetzlaff, Ivone Naef, Inga Nielsen o Hanno Müller-Brachman, interpretaron las obras más representativas de Arnold Schoenberg –entre ellas el estreno en España de La mano feliz- apoyadas por composiciones de Alban Berg y Wagner. Otro proyecto importante que tuvo sede en Valencia –junto con Viena y París- fue el Proyecto Ligeti que, a lo largo de 1996 y con la Philarmonia Orchestra y Esa Pekka Salonen como intérpretes, ofreció las obras más representativas del compositor húngaro, a su vez llevadas al disco por el sello Sony Classical. También con Salonen, el Palau ha asistido a interpretaciones de obras clásicas del siglo XX. como La consagración de la primavera de Stravinski, Preludio a la siesta de un fauno de Debussy, El mandarín maravilloso de Bartók o las sinfonías de Sibelius.
El Palau ha sido también marco de algunos de los conciertos del Festival ENSEMS, festival especializado en música contemporánea, creado en 1978, y por tanto uno de los más antiguos de España y con el que la Orquesta también ha colaborado. En él participa asiduamente el Grup instrumental de València bajo la dirección de Joan Cerveró además de formaciones internacionales como el Klangforum Wien que, bajo la batuta del compositor y director Beat Furrer, ofreció un concierto en el Palau en mayo de 2004.
Además de los estrenos absolutos de compositores valencianos y españoles que la Orquesta de Valencia ha protagonizado a lo largo de estos años, también las formaciones o los solistas que nos visitan han estrenado, a nivel nacional o mundial como el Concierto para violín y orquesta de G. Ligeti, la Sinfonía n.º 13 de D. Shostakovich, Skizzen für Stele de G. Kurtag, Fragmente aus einer show de H. W. Henze, Rothko Chapel de M. Feldman, la integral de la obra para voz y piano de T.W. Adorno, Second construction o Imaginary landscaper de John Cage, Persephassa de Xenaquis, A child of our time de M. Tippet o Rendering de F. Schubert / L. Berio, entre otras.

### El Palacio con las bandas
El público valenciano tiene su cita los domingos por la mañana con la Banda Municipal de Valencia, con su director titular: Fernando Bonete Piqueras. Pero aunque la Banda Municipal es el pilar fundamental de la programación bandística del Palau de la Música, no es la única protagonista. Los fines de semana, las actuaciones de las distintas Bandas y Sociedades Musicales de la Comunidad Valenciana tienen una cita muy esperada en la Sala Iturbi del auditorio valenciano. Otro acontecimiento de gran importancia es el Certamen Internacional de Bandas Ciudad de Valencia, que tiene lugar durante el mes de julio, y cuya sede es también el Palau de la Música. En 2012 el Certamen pasó a depender directamente de la Delegación de Orquesta y Banda del Ayuntamiento de Valencia.

### Actividades educativas
La educación de los menores, ha ocupado desde siempre un lugar predominante en la programación con las Audiciones para escolares. Sin embargo, ha sido en los últimos años cuando el proyecto educativo del Palau ha tomado forma y, bajo el título de El Palau dels xiquets, y, más recientemente, Menut Palau ha multiplicado y diversificado la oferta con objeto de cubrir todos los géneros musicales y el abanico de edades del joven público.
Tanto la Orquesta de Valencia como la Banda Municipal colaboran en el programa educativo con propuestas que se incluyen en ambas modalidades: Audiciones para escolares y Música en Familia.

### Jazz en el Palacio
La actividad jazzística ha sido prácticamente continua desde la inauguración del Palau de la Música, entremezclando las figuras internacionales con las del jazz valenciano. De hecho, el primer concierto de jazz tuvo lugar en 1989 con Chick Corea. Sin embargo, el verdadero impulso se da en 1997 con la creación del festival de jazz que pronto se convierte en uno de los más importantes del panorama nacional y la referencia absoluta en el ámbito autonómico. En sus 21 ediciones ha habido conciertos como el caso del macroconcierto de blues celebrado en 2004, bajo el auspicio del Palau de la Música, en la Plaza de Toros que reunió, entre otros, a Shemekia Copeland, Dr. John y B.B. King. O el concierto de 2009 homenaje a Nina Simone, que juntó sobre el escenario de la Iturbi a divas tan características como Dianne Reeves, Angelique Kidjo, Lizz Wright o Lisa Simone. Sin embargo, la nómina es mucho más amplia e incluye a artistas como Diana Krall, Chick Corea, Charlie Haden, Tony Bennet, Ray Charles, Manhattan Transfer, Cassandra Wilson, Michel Camilo, Brad Mehldau, Al Jarreau, McCoy Tyner, Herbie Hancock, Wayne Shorter, Wynton Marsalis, Joe Lovano, Michael Brecker, Roberta Flack, Mavis Staples, Wallace Roney, Madeleine Peyroux, Gilberto Gil, Randy Weston, Hermeto Pascoal, Charles Lloyd, Archie Shepp, George Benson o Kenny Barron. En el apartado de artistas locales cabe destacar las actuaciones de Perico Sambeat, Jordi Vila, la Sedajazz Big Band, David Pastor, Javier Vercher, Ximo Tébar o Ramón Cardo, entre otros muchos.
Esta faceta se ha visto reforzada con la presencia de ciclos estables en los que los jazzmen valencianos han podido mostrar sus propuestas durante todo el año, especialmente desde la creación de Jazz a poqueta nit, en 2017.
Por otra parte, desde el festival de jazz se ha hecho un gran esfuerzo por acercar esta música a todos los valencianos. Para tal fin se han dispuesto una serie de actuaciones gratuitas, con como los Blues Brothers, The Bad Plus, Avishai Cohen o la Mingus Big Band. Estos conciertos tienen lugar en los Jardines del Palau y en el Hall de los Naranjos.

#### Seminario Internacional de Jazz
Junto al festival de jazz se viene celebrando desde 1999 un seminario paralelo. Por sus aulas han dado clases Pat Metheny, Buddy Guy o Perico Sambeat, por citar tan sólo tres ejemplos. Esta faceta educativa, abierta a alumnos de todas las edades, amplió su oferta en la última edición con Jazzeando con bebés que pretende acercar la música de jazz a los más pequeños: los bebés de 0 a 12 meses acompañados por familiares y amigos.

### Flamenco
El flamenco es otro de los pilares de la programación de otras músicas del Palau de la Música. La primera edición del festival flamenco tuvo lugar en 1993. Desde entonces el ha habido una selección de cantaores, bailaoras y guitarristas de todos los palos. Se ha escuchado el toque de Paco de Lucía, Tomatito, Manolo Sanlúcar, Pepe Habichuela, Gerardo Nuñez, Juan Manuel Cañizares o Vicente Amigo; las voces de Enrique Morente, José Mercé, Carmen Linares, Lole y Manuel, José Menese, La Macanita, Niña Pastori, Estrella Morente, Diego el Cigala, Miguel Poveda, El Lebrijano, Pastora Soler y Miguel Poveda; Sara Baras, incluye a Farruquito, El Pipa, Antonio Canales, Eva la Yerbabuena, Pitingo o María Pagés. Junto a ellos artistas valencianosdel género: Javier Zamora, La Susi, La Tabita, Julia Grecos, Óscar Valero, Marta Sol, Raquel García “La Rake”, Paco Berbel, Esther Garcés, Israel Amador o la Compañía de Danza del Mediterráneo.
El flamenco fusión ha tenido como representantes a la cantante Martirio, Concha Buika, Kiko Veneno, Diana Navarro o Juan Valderrama.